# چو بائووی
چو بائووی (انگلیسی: Qu Baowei؛ زادهٔ ۵ دسامبر ۱۹۵۶)  بازیکن واترپلو اهل چین بود.
وی در مسابقات کشوری و بین‌المللی در مجموع برندهٔ ۱ مدال طلا شده‌است.